# San Diego (Liborina)
San Diego es un centro poblado del municipio de Liborina, Antioquia. Está ubicado a 7 kilómetros de la cabecera municipal, comunicado por carretera pavimentada. Esta misma vía conecta el occidente antioqueño con el norte del mismo departamento, convirtiéndose en una alternativa para llegar al municipio de San José de la Montaña, desde Medellín o la región del Urabá.

## Vias de comunicación
Para llegar desde Medellín, se debe tomar la vía al Urabá, pasar el túnel de occidente, pasar por San Jerónimo en la misma vía hasta encontrar la entrada a Sopetrán (Alli se sale de la vía al Urabá), pasa por Sopetrán en dirección a Sucre, luego está Olaya y finalmente Liborina. La distancia desde Medellín son 185 kilómetros, que se recorren en dos horas dependiendo del medio de transporte, por un clima bastante cálido, siguiendo en gran parte la margen derecha del río Cauca.
Una vía alterna para motocicletas es tomar la misma vía desde Medellín, en Santafe de Antioquía, tomar el desvío hacia el puente occidente, pasar el puente y conectar con el centro poblado Sucre y seguir la misma vía especificada más arriba.
Situado a la vera de la quebrada Juan García, es un pueblo rodeado de altas montañas, de piso térmico templado, lo cual le da un clima privilegiado de unos 24 °C en el día, pero de noches más frescas gracias a las brisas que llegan desde el Páramo de Santa Inés ubicado en los límites con Belmira y San José de la Montaña. Es un sitio turístico dentro del municipio de Liborina por sus fuentes de agua, sus paisajes, lugares para caminar y disfrutar del campo, destacando la hospitalidad y amabilidad de sus gentes.  

## Historia
Hasta mediados del siglo pasado, el pueblo estaba localizado al frente de la actual ubicación (pasando la quebrada Juan García) y hasta ese entonces se llamaba La Placita. 
"El centro poblado La Placita, sufrió 2 destrucciones parciales a causa de la creciente de la quebrada Juan García, una más o menos en 1900 y otra uno 10 años después (aproximadamente), luego hubo una tercera destrucción total en el año 1950, la cual obligó a sus habitantes a trasladarse a un sitio más seguro, alejado de la quebrada que es donde ahora está ubicado el pueblo. San Diego era el nombre de la vereda en la cual se reconstruyó el pueblo, entonces los pobladores decidieron dejar el centro poblado con ese nombre. Como antes de la destrucción La Placita no había sido constituida parroquia, el señor párroco del Carmen de la venta fue quien impulso a la comunidad a construir la iglesia y alrededor el pueblo."  

[Tomado de: "San Diego, Una historia para contar", Pbro. Edison Echavarría, 2008.] 

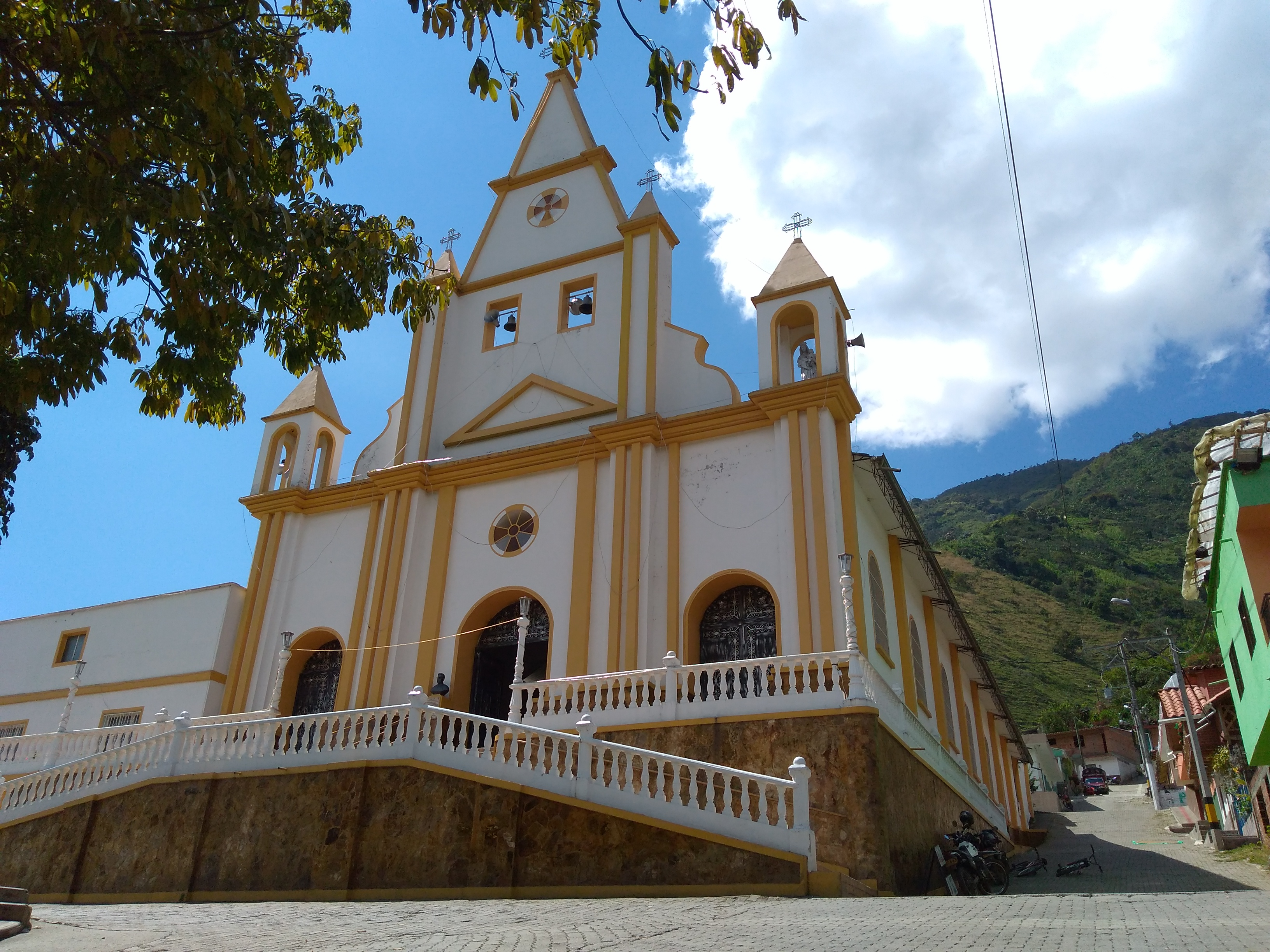

Posee un templo parroquial en su parque con una fachada de una arquitectura que deslumbra a quienes lo visitan, la cual es un ícono del pueblo. La parroquia de San Diego pertenece a la Arquidiócesis de Santa Fe de Antioquia desde el año 2004 (antes pertenecía a la diócesis de Santa Rosa de Osos).
En su territorio se construyó la micro central hidroeléctrica Liborina 1, cuya toma de agua está en el sitio denominado 'puente verde' a un kilómetro del pueblo, aguas abajo sobre la quebrada Juan García, dicha central genera 5,9 kW de energía eléctrica. 
Celebra en el mes de octubre sus fiestas del retorno donde se congrega a personas del centro poblado y regiones aledañas para compartir lo más tradicional de sus gentes, reencontrarse con los amigos y disfrutar del festejo, con música, baile y gastronomía.

## Economía
Su economía se basa principalmente en los cultivos de café, caña de azúcar, frutas y hortalizas; en los últimos años se ha visto un incremento significativo de la ganadería y el turismo.
Cuenta con una buena oferta comercial representada en expendios comerciales con gran variedad de productos. La alegría de su gente lo hace un sitio ideal para el disfrute y la rumba nocturna.

## Sitios turísticos
Quebrada Juan García.
Posadas campesinas.
Puentes colgantes de San Dieguito
Algunas de sus veredas son: Los Peñoles, La Peñola, La Ceja, El Provincial, San Dieguito, El Retiro, La Palma, El Potrero, San Pablo, y Los Sauces.